# Charleston International Tennis Championships 1973
Il Charleston International Tennis Championships 1973 è stato un torneo di tennis giocato sul sintetico indoor. È stata la 1ª edizione del Charleston International Tennis Championships, che fa parte dello USTLA Indoor Circuit 1973. Si è giocato a Charleston negli Stati Uniti, dal 5 all'11 marzo 1973.

## Campioni

### Singolare
Jürgen Fassbender ha battuto in finale  Clark Graebner con il punteggio di 4–6 6–1 6–4

### Doppio
Informazione non disponibile